# Atto d'indipendenza di Barbados del 1966
L'Atto d'indipendenza di Barbados del 1966 (in lingua inglese: Barbados Independence Act 1966) è una legge del Parlamento del Regno Unito che ha concesso l'indipendenza alle Barbados, con effetto dal 30 novembre 1966. La Legge prevedeva anche la concessione di una nuova costituzione che entrasse in vigore dopo l'indipendenza, che è stato fatto dal Barbados Independence Order 1966.

## Contenuto
Il disegno di legge è stato presentato per la prima volta alla Camera dei Comuni del Regno Unito come Barbados Independence Bill il 28 ottobre 1966, dal Segretario di Stato per le Colonie, Frederick Lee. È stato approvato quindi alla Camera dei Comuni dopo una terza lettura e commissione il 2 novembre 1966, senza emendamenti. Successivamente è stato approvato alla Camera dei Lord il 15 novembre 1966 senza emendamenti. 
Il disegno di legge ha ricevuto l'assenso reale il 17 novembre 1966 dalla regina Elisabetta II ed è stato pubblicato sulla London Gazette il 22 novembre dello stesso anno,  prima di entrare in vigore il 30 novembre 1966.
Barbados rimase quindi una monarchia costituzionale sotto il Monarca britannico fino a diventare una repubblica il 30 novembre 2021.
Padre dell'indipendenza di Barbados viene considerato Errol Barrow.